# Снелл, Белинда
Белинда Роуз Снелл (англ. Belinda Rose Snell; род. 10 января 1981 года, Мирбу-Норт, штат Виктория, Австралия) — австралийская профессиональная баскетболистка, игравшая в женской национальной баскетбольной ассоциации. Не выставляла свою кандидатуру на драфт ВНБА 2005 года, впрочем ещё до старта очередного сезона ВНБА подписала соглашение с командой «Финикс Меркури». Играла на позиции атакующего защитника и лёгкого форварда.
В составе сборной Австралии Снелл выиграла серебряные медали Олимпийских игр 2004 года в Афинах и 2008 года в Пекине и бронзу 2012 года в Лондоне, а также стала чемпионкой чемпионата мира 2006 года в Бразилии и бронзовым призёром мундиаля 2014 года в Турции. Кроме того стала победительницей Игр Содружества 2006 года в Мельбурне и 2018 года в Голд-Косте, плюс чемпионатов Океании 2003 года в Австралии, 2013 и 2015 годов в Австралии и Новой Зеландии и выиграла серебряные медали чемпионата Азии 2017 года в Индии.

## Ранние годы
Белинда Снелл родилась 10 января 1981 года в небольшом городе Мирбу-Норт (штат Виктория), училась же в городе Канберра в колледже Лейк-Джинниндерра, в котором выступала за местную баскетбольную команду..